# Liste buddhistischer Klöster in Bhutan
Die Liste buddhistischer Klöster in Bhutan nennt buddhistische Klöster im Königreich Bhutan, Asien.

## Übersicht
- Chador Lhakhang
- Chagri-Kloster
- Chimi Lhakhang
- Choedrak-Kloster
- Dechen Phodrang-Kloster
- Drametse-Kloster
- Drukgyal-Dzong
- Jangtsa Dumgtseg Lhakang
- Gangtey-Kloster
- Jambay Lhakhang
- Jangsarpey Lhakhang
- Kongchogsaum Lhakang
- Kungzandra-Kloster
- Kurjey Lhakhang
- Kyichu Lhakhang
- Lamay-Kloster
- Lhuentse-Dzong
- Lhodrakarchu-Kloster
- Buddhistisches Institut Nalanda
- Ngang Lhakang
- Nyimalung-Kloster
- Oesel Choeling-Kloster
- Ogyen Choeling-Kloster
- Pangri Zampa-Kloster
- Paro Taktsang
- Petsheling-Kloster
- Phajoding-Kloster
- Rigsum-Kloster
- Rinpung-Dzong
- Samtenling-Kloster
- Sekargutho-Kloster
- Shingkar-Kloster
- Semtokha-Dzong
- Sobrang-Kloster
- Tala-Kloster
- Talo-Kloster
- Tamshing-Kloster
- Tango-Kloster
- Thangthong Dewachen Nonnenkloster
- Tharpaling-Kloster
- Thowadra-Kloster
- Ti Rimochen-Kloster
- Trashigang Nonnenkloster
- Trongsa-Dzong
- Ura-Kloster
- Yongla-Kloster
- Yonphula Lhakhang
- Zangdopelri-Kloster
- Zugne Lhakang